# Bannissement

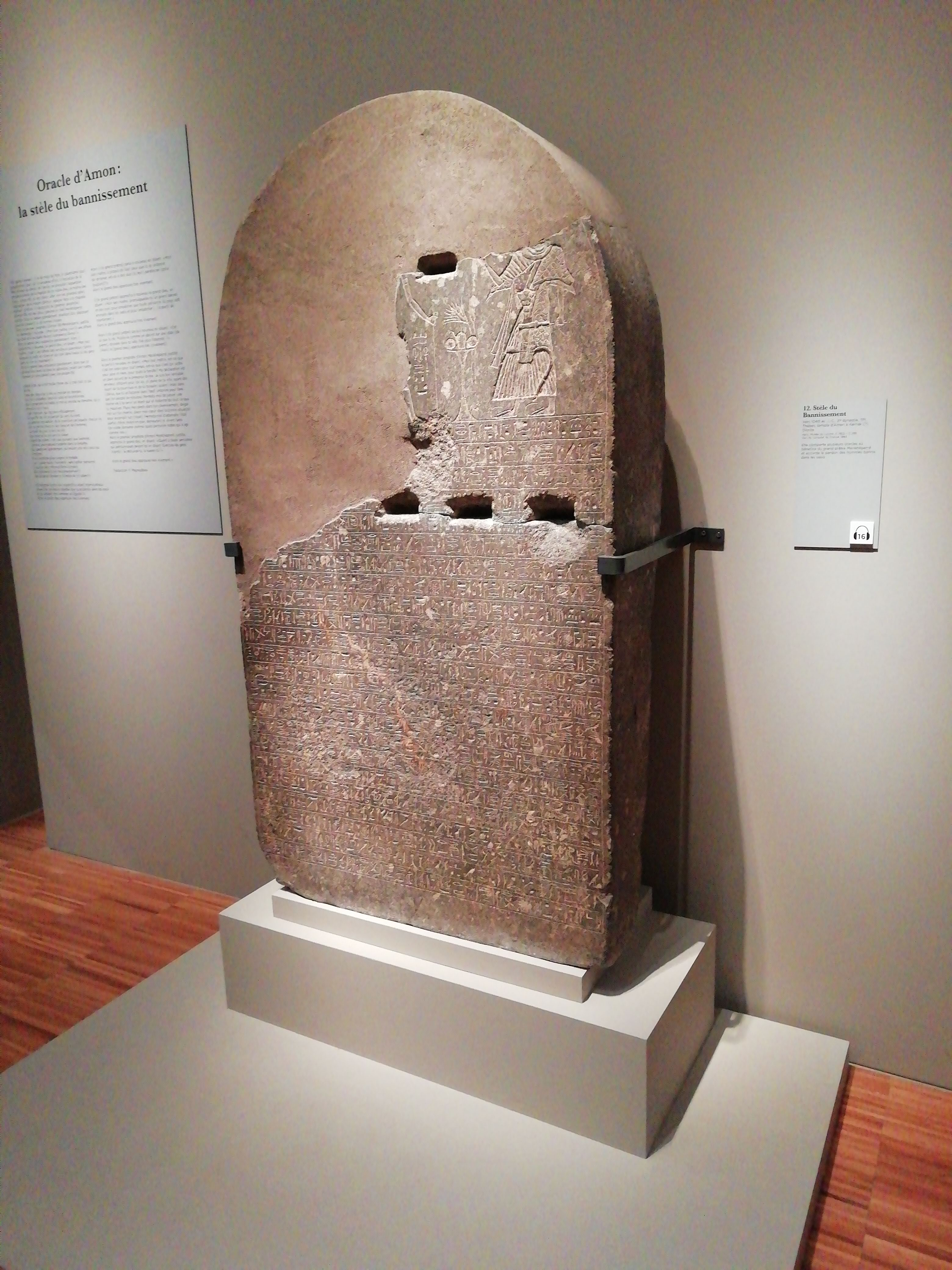
Stèle du bannissement accordant le pardon aux hommes bannis dans les oasis, (1040 av. J-C), Thèbes (Karnak ?).

Le bannissement est une peine par laquelle un citoyen perd la nationalité d'un pays[réf. souhaitée], devenant apatride s'il n'a pas d'autre nationalité.

## Histoire
Le bannissement, issu d'un procès ou d'une condamnation par contumace, n'est pas un synonyme d'exil, bien qu'il y conduise la plupart du temps. C'est une peine comparable à la peine de galères et inférieure à la détention, à la déportation, aux travaux forcés à perpétuité et à la peine de mort (voir Droit de chasse en France). En effet, le bannissement est « infamant » mais non « afflictif », comme le sont ces autres peines réprimant des délits politiques. Lorsqu'il y a expulsion, elle est précédée d'un rituel infâmant (pilori, fustigation, essorillement, brûlage au fer rouge, etc.).
Dans le droit nordique et germanique ancien, le bannissement correspondait à la perte de la protection de la loi. Un banni voyait ses biens confisqués et pouvait être tué par quiconque le rencontrait après un délai lui permettant de disparaître, sans que l'assassin ne risque de poursuites. Il s'agissait de la peine la plus sévère pour les crimes de sang. Le rituel du bannissement se faisait « par les doigts et la langue » (geste du seigneur qui lève le doigt vers le banni et lui tire la langue pour montrer que sa parole est rompue).
Le bannissement a été utilisé au Moyen Âge en Italie pour les débiteurs insolvables. Il est également attesté dans plusieurs villes du nord de la France, comme Saint-Quentin et Valenciennes, et plus largement en Europe.
Le bannissement politique a été utilisé pendant le régime militaire du Brésil (1964-1985) à l'encontre des dissidents politiques coupables d'actes violents[réf. nécessaire].

## Quelques cas de bannissements
- Rabanus Maurus, évêque de Mayence, banni vers 814.
- Erik le Rouge, premier Européen à coloniser le Groenland après avoir été banni vers 982 de Norvège puis d'Islande, pour meurtres.
- Dante Alighieri est banni de Florence en 1302 pour raison politique et un procès humiliant, calomnieux et perdu d'avance. Son œuvre lui permettra d'exorciser ce trauma et d'épingler ces détracteurs pour l'éternité. Il ne reverra plus sa chère ville.
- François Villon, clerc et poète, banni le 5 janvier 1463 pour dix ans de Paris pour vols.
- Pierre-Corneille Blessebois, écrivain français, banni le 15 novembre 1670.
- Étienne-Charles de Loménie de Brienne, ministre et cardinal français, banni en 1788.
- Charles X de France, roi, condamné au bannissement perpétuel pendant la monarchie de Juillet.
- Élisée Reclus, géographe et anarchiste français, condamné en 1871 à dix ans de bannissement pour son action durant la Commune.
- Paul Déroulède, militant nationaliste français, auteur d'un simulacre de tentative de coup d'État en 1899.
- Triboulet, bouffon de la cour de France sous les règnes de Louis XII et François Ier.
- Le roi Emmanuel-Philibert est banni d'Italie en 1946. Ainsi «les ex-rois de Savoie, leurs consorts et descendants mâles ne peuvent ni pénétrer ni séjourner sur le territoire national italien».

### Dans lamythologie grecque
- Les filles de Phoinodamas bannies en raison de leur père par le roi de Troie Laomédon[8].

## Dans la culture
- Bannissement d'Odin